# Portia White
Portia May White (24 de junho de 1911 - 13 de fevereiro de 1968) foi uma contralto canadense, conhecida por se tornar a primeira cantora de concertos negro canadense a alcançar fama internacional.

## Inicio da vida e família
Portia May White nasceu em 24 de junho de 1911, em Truro, Nova Escócia, o terceiro dos 13 filhos nascidos de Izie Dora e William Andrew White. Sua mãe era descendente de leais negros na Nova Escócia, enquanto seu pai era filho de ex-escravos da Virgínia; ele se mudou para o Canadá de forma independente. William estudou na Universidade de Acadia, na Nova Escócia, tornando-se mais tarde o primeiro canadense negro a se formar em Acadia com doutorado em Divindade. Após a Primeira Guerra Mundial, a família branca mudou-se para Halifax, e William tornou-se ministro da Igreja Batista de Cornwallis Street. Muitos outros membros da família de Portia White passaram a alcançar distinção na vida política e cultural canadense, incluindo seus irmãos Jack, um notável líder sindical canadense; Bill, o primeiro canadense de herança africana a concorrer a um cargo político no Canadá. White também se tornou tia do senador Donald Oliver e da comentarista política Sheila White.